# Київське (Калінінградська область)
Київське (рос. Киевское) — селище Зеленоградського району, Калінінградської області Росії. Входить до складу Ковровського сільського поселення.
Населення — 85 осіб (2015 рік).

## Населення
| 2002 | 2010 |
| ---- | ---- |
| 87   | ↘85  |